# Macrosociologia
La macrosociologia és una perspectiva de la sociologia que emfatitza l'anàlisi de sistemes socials i de població a gran escala. Està centrada principalment al nivell de l'estructura social i, sovint, arriba al nivell d'abstracció teòrica. És la contrapart de la microsociologia, que se centra en l'essència de l'individu social. La macrosociologia també cobreix a les persones, a les famílies i a altres aspectes constituients de la societat, però sempre ho fa amb relació a un sistema social, la majoria dels quals formen part. La macrosociologia també pot ser l'anàlisi de grans grups socials (per exemple una ciutat o l'Església). Les poblacions d'humans són considerades una societat en la mesura que és políticament autònom i els seus membres participen en una àmplia gamma d'activitats de cooperació. Per exemple, aquesta definició es pot aplicar a la població d'Alemanya de ser una societat, però la gent de parla alemanya a si mateixos podrien considerar-se una societat per ser dispersa en diversos països. La macrosociologia estudia tendències en l'àmbit social ampli que poden aplicar-se posteriorment a les característiques més petites de la societat. Per diferenciar bé, la macrosociologia estudia temes com la guerra, el patiment de les nacions del Tercer Món, la pobresa i la privació de l'entorn, mentre que la microsociologia analitza temes com el paper de la dona, la naturalesa de la família i la migració.

## Representants de les teories macrosociològiques
- Auguste Comte, que va crear el tema Sociologia i creu que la societat es podria estudiar com qualsevol altra branca de la ciència.
- Emile Durkheim; que viu les qüestions com un reflex de les normes socials, completant el primer estudi de la sociologia.
- Herbert Spencer; que va crear el terme "la supervivència del més apte" en referència a les disposicions de la vida social humana (Darwinisme social).
- Karl Marx, que va analitzar la societat des de la perspectiva del conflicte de classes entre treballadors i propietaris.
- Talcott Parsons; quina acció teòrica va intentar unir a la influència de factors macro i micro, en relació amb un context epistemològic superior de la teoria de sistemes i la cibernètica.